# Waterloo Station
Waterloo Station, även känd som London Waterloo, är en järnvägsterminal i London. Säckstationen, som invigdes 13 juli 1848, har omkring 96 miljoner resenärer per år (2012-2013), varav 9,4 miljoner byten. Det gör den till den mest trafikerade järnvägsstationen i Storbritannien och den 15:e mest trafikerade i världen.
Waterloo Station är slutstation för pendeltågen till och från Londons sydvästra förorter samt till exempel Woking, Guildford, Windsor & Eton Riverside, Shepperton och Dorking, och även för regional- och fjärrsträckor till städer som Southampton, Portsmouth, Bournemouth, Weymouth, Salisbury och Exeter. Det finns utöver detta tre snabbpendeltågslinjer till Reading, Alton och Basingstoke.
Waterloo tunnelbanestation under Waterloo järnvägsstation trafikeras av fyra tunnelbanelinjer vars stationer öppnade: Waterloo & City line (1898), Bakerloo line (1906), Northern line (1926) och slutligen Jubilee line (1999). Tunnelbanestationen har 89,4 miljoner resenärer per år.
Mellan 1994 och 2007 var Waterloo slutstation i London för Eurostar-tågen till och från Paris och Bryssel. Waterloo Station kallades då Waterloo International. 2007 flyttades Eurostar-trafiken till St Pancras International.

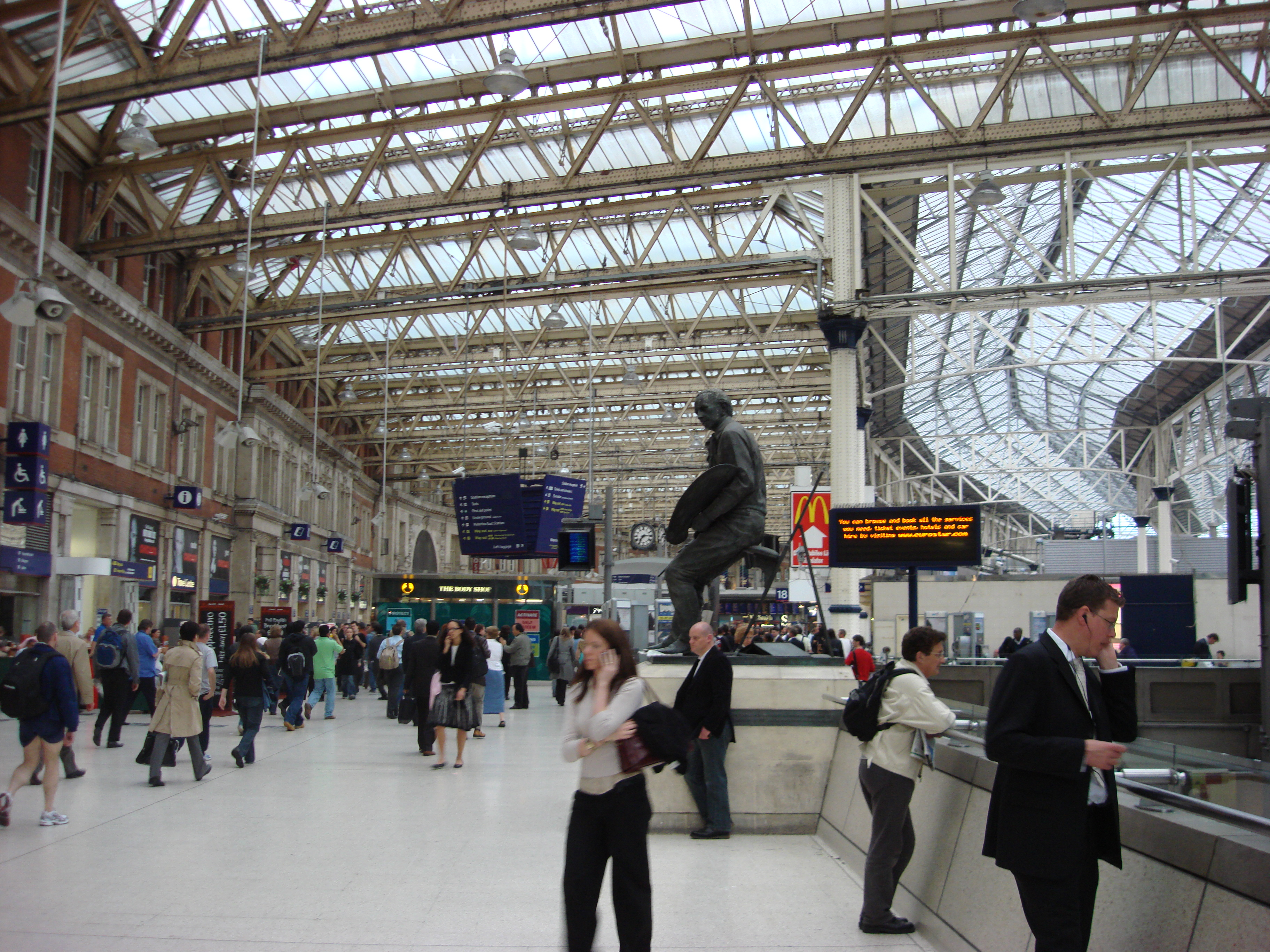
Waterloo Station
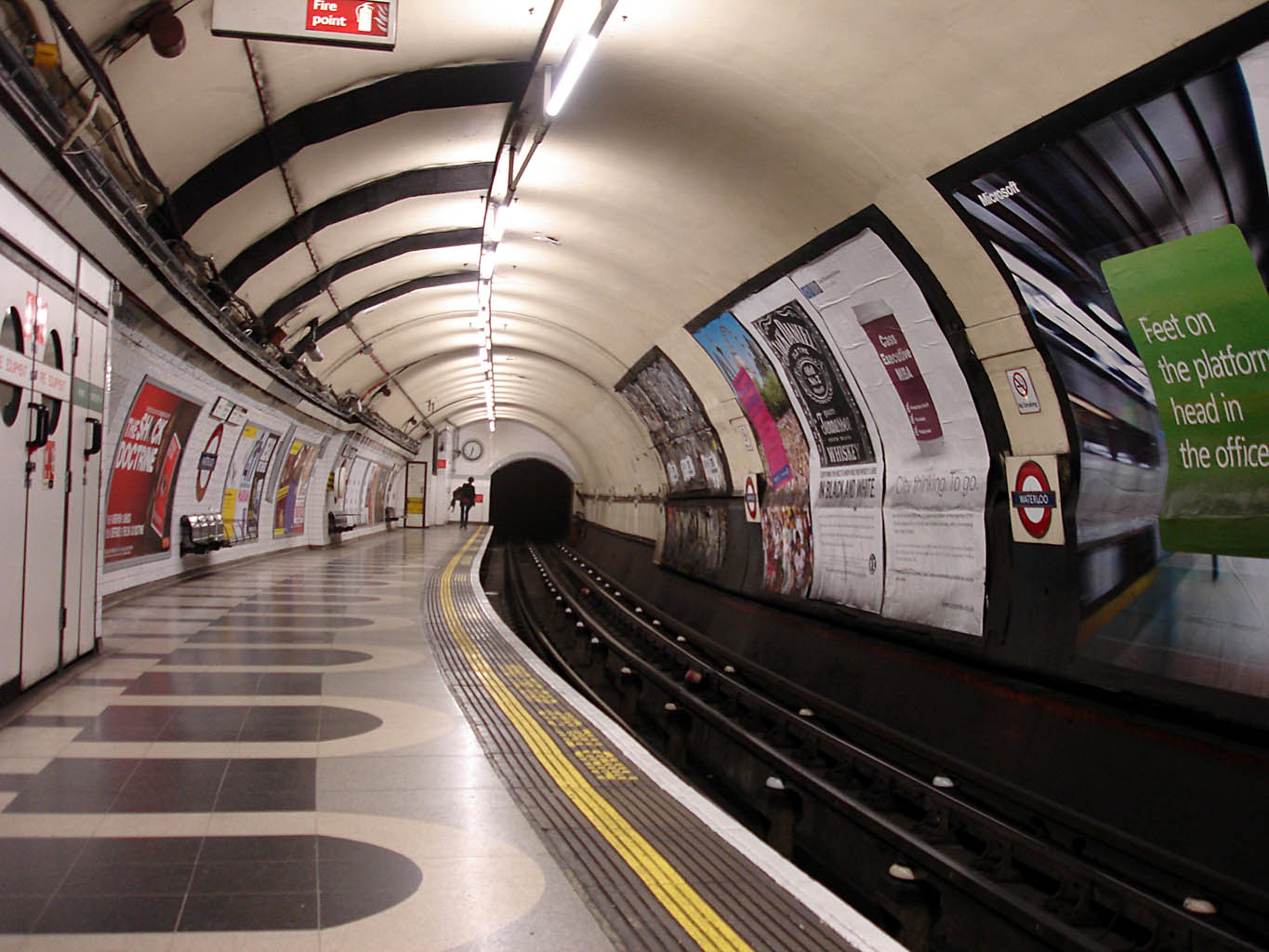
Bakerloo line
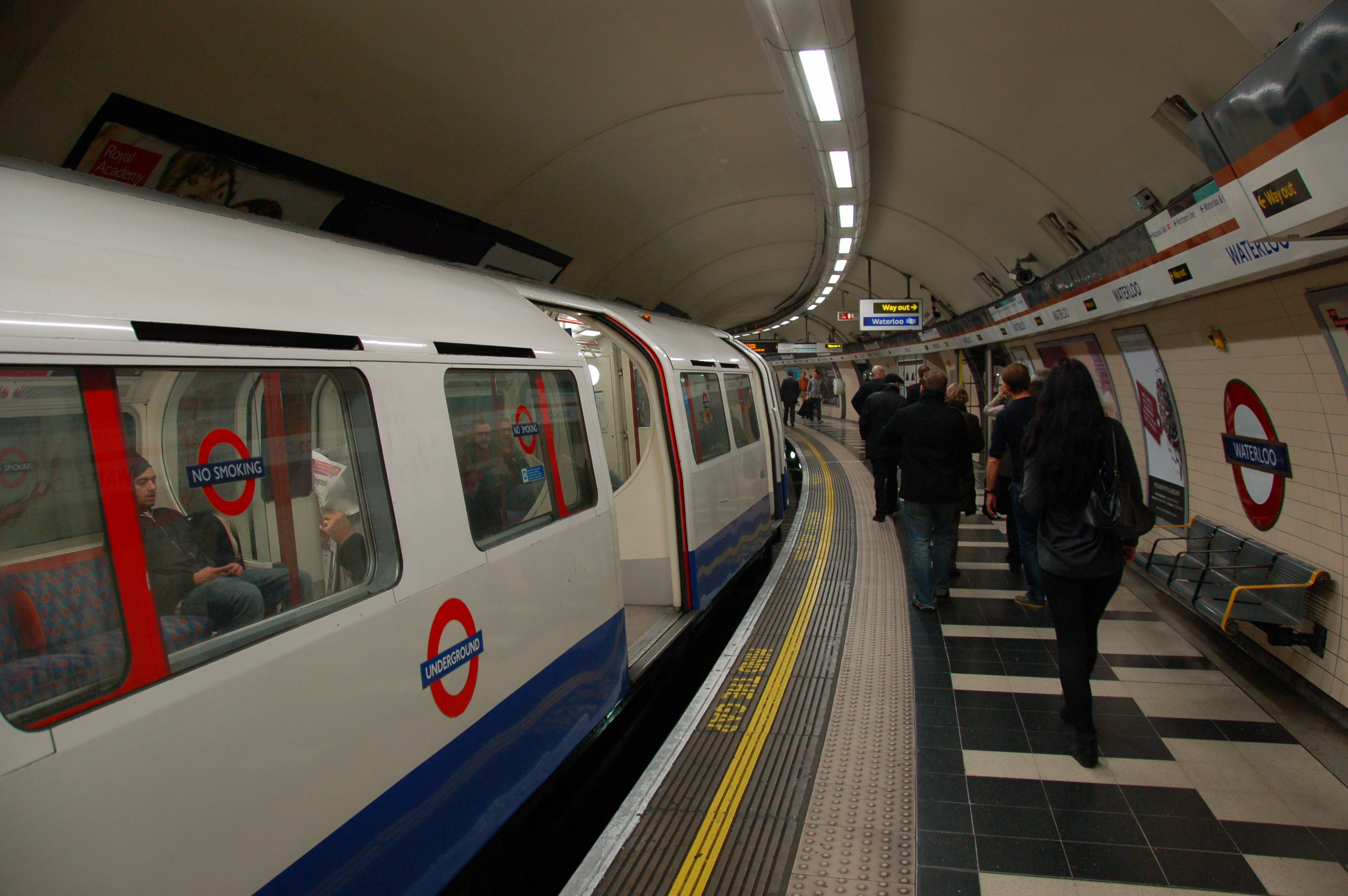
Bakerloo line
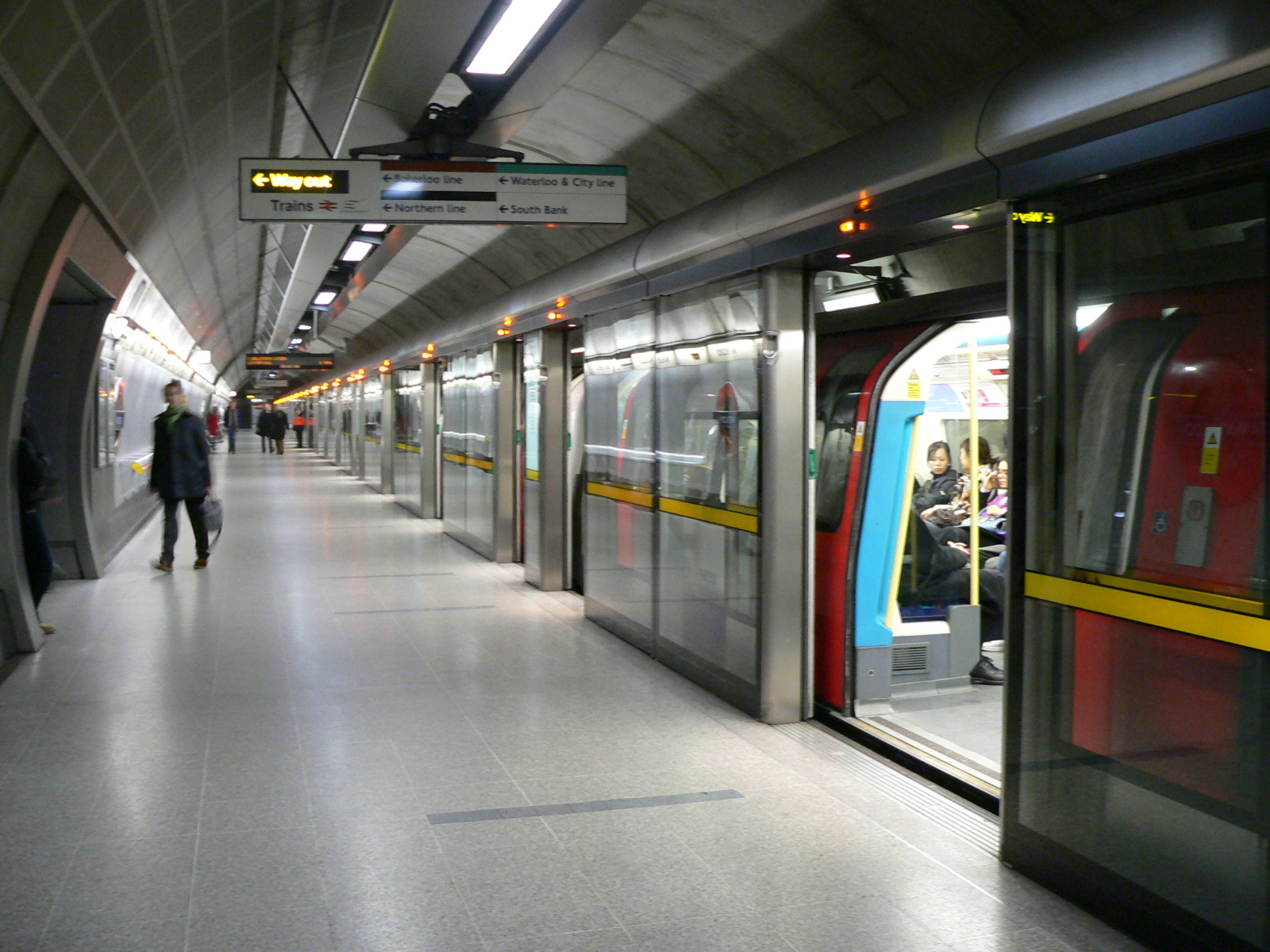
Jubilee line
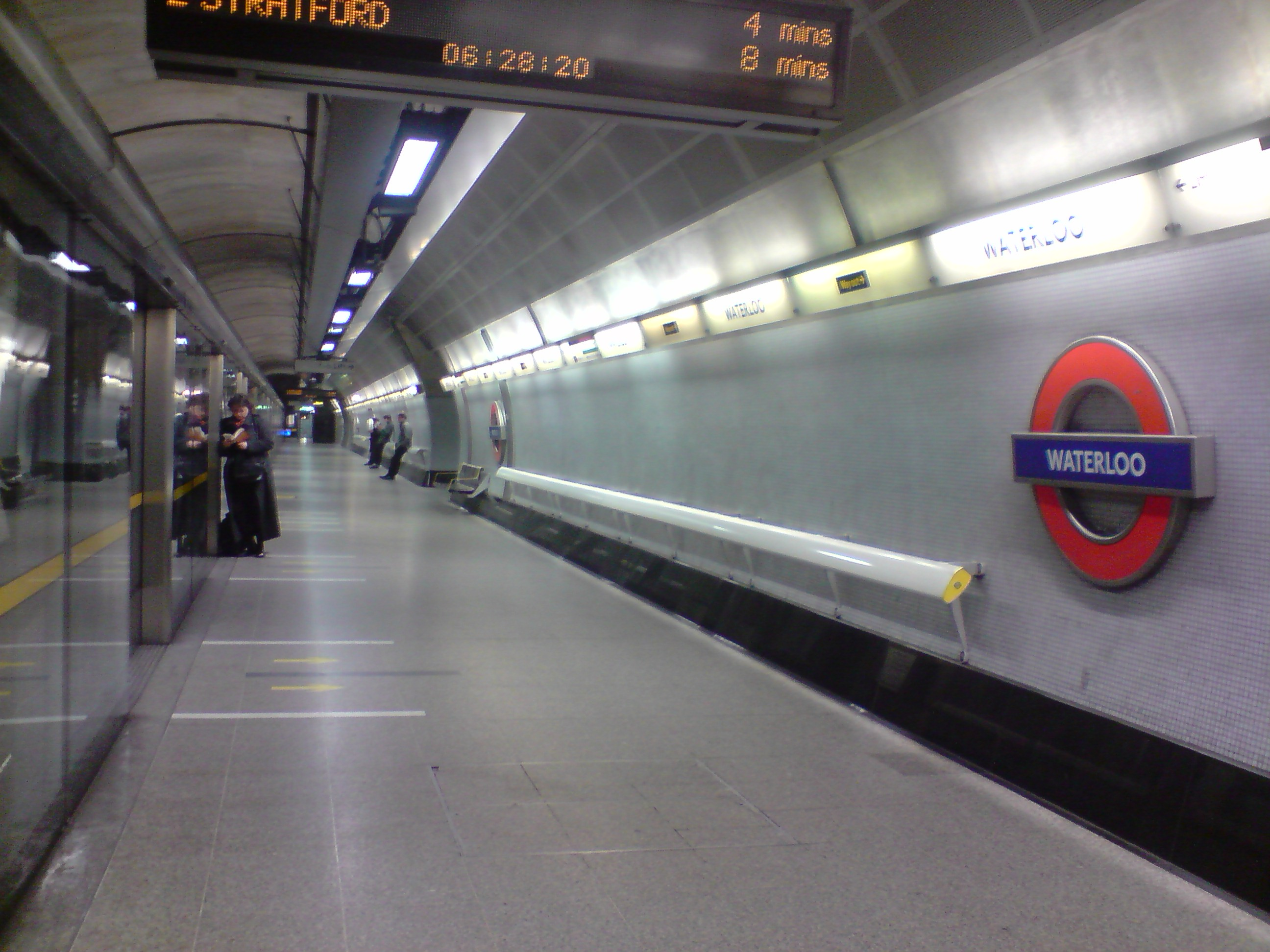
Jubilee line
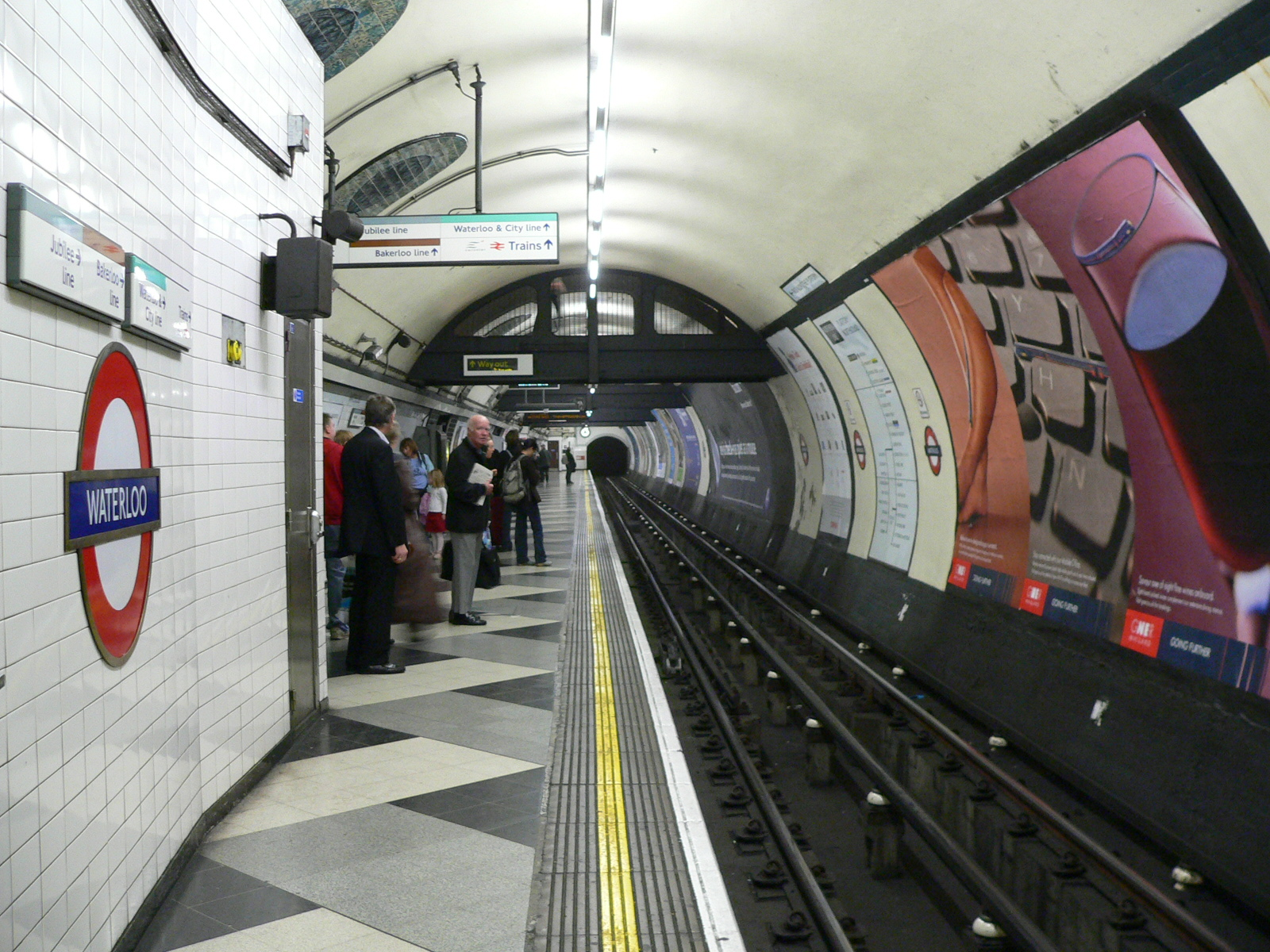
Northern line
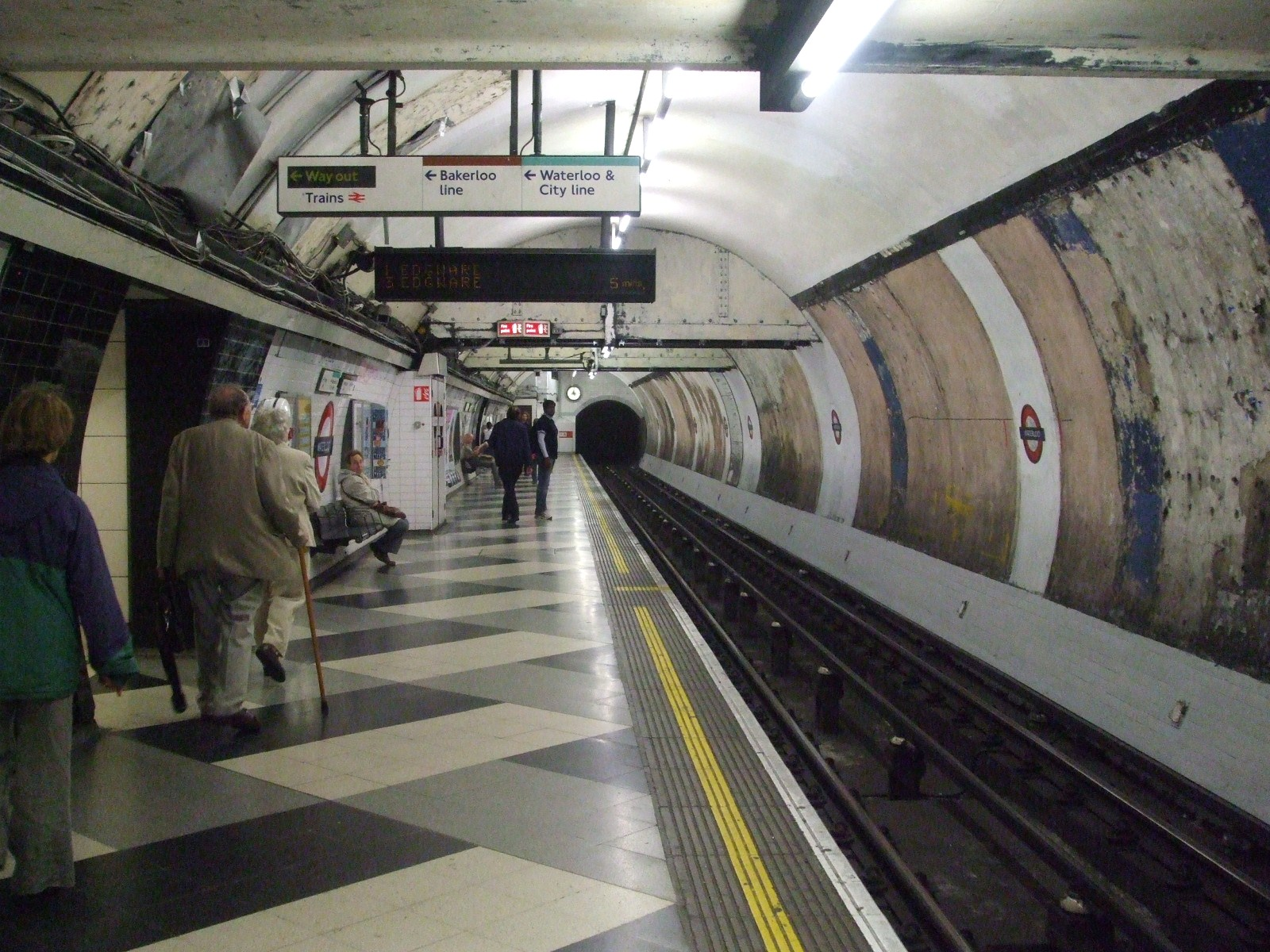
Northern line
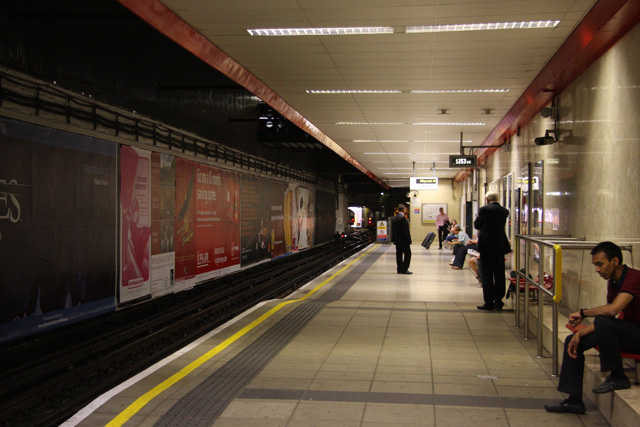
Waterloo & City line